# Gignéville
Gignéville ist eine französische Gemeinde mit 76 Einwohnern (Stand 1. Januar 2022) im Département Vosges in der Region Grand Est. Sie gehört zum Arrondissement Neufchâteau und zum Gemeindeverband Les Vosges côté Sud-Ouest. Die Bewohner werden Gignévillois und Gignévilloises genannt.

## Geografie

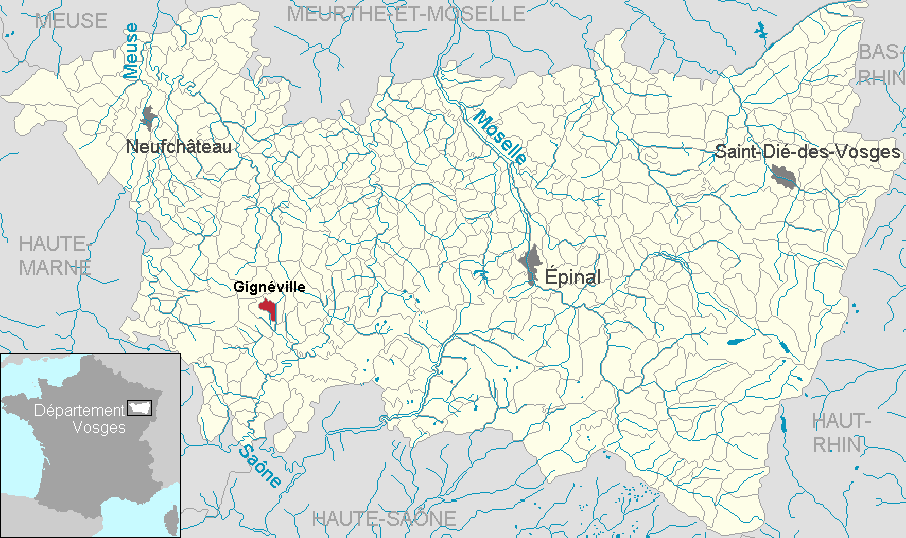
Lage der Gemeinde Gignéville im Département Vosges

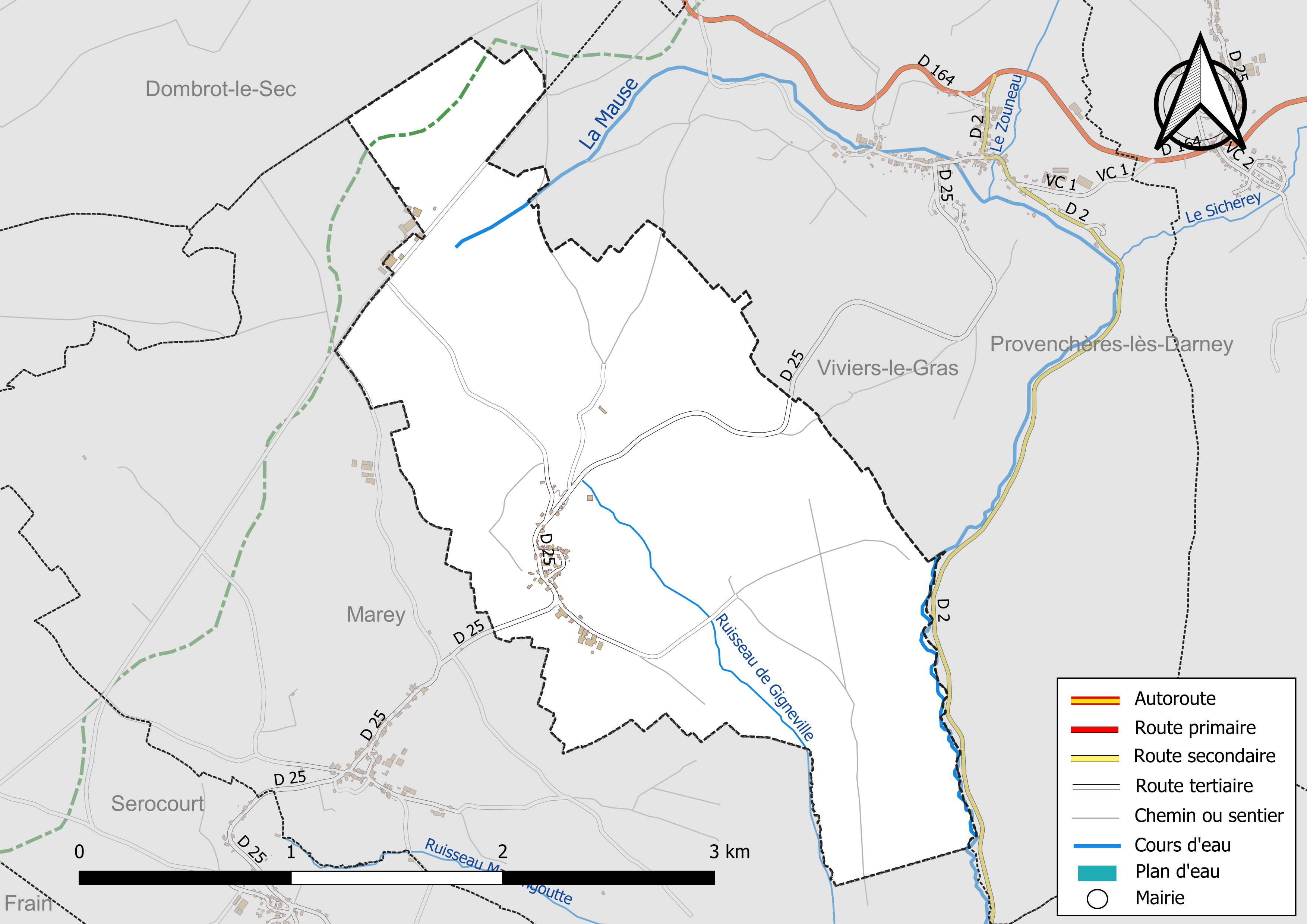
Gewässer und Straßen der Gemeinde

Die Gemeinde Gignéville liegt etwa elf Kilometer südsüdwestlich von Vittel und etwa 43 Kilometer westlich von Épinal im äußersten Südwesten Lothringens. Die Gemeinde wird vom Flüsschen Mause und dem Ruisseau de Gigneville entwässert. Die nordwestliche Gemeindegrenze folgt der Wasserscheide, die die Einzugsgebiete von Rhein und Rhône trennt. Knapp drei Viertel des Gemeindegebiets werden landwirtschaftlich genutzt. Nachbargemeinden von Gignéville sind Dombrot-le-Sec im Norden, Viviers-le-Gras im Norden und Osten sowie Marey im Süden und Westen.

## Bevölkerungsentwicklung
| Jahr      | 1962 | 1968 | 1975 | 1982 | 1990 | 1999 | 2011 | 2021 |
| --------- | ---- | ---- | ---- | ---- | ---- | ---- | ---- | ---- |
| Einwohner | 80   | 81   | 78   | 68   | 57   | 59   | 73   | 77   |

Im Jahr 1841 wurde mit 284 Bewohnern die bisher höchste Einwohnerzahl ermittelt. Die Zahlen basieren auf den Daten von cassini.ehess und INSEE.

## Sehenswürdigkeiten
- Kirche St. Balderich (Saint-Baldéric)
- Flurkreuz

|  |  |

## Wirtschaft und Infrastruktur
In der Gemeinde Gignéville sind vier Landwirtschaftsbetriebe ansässig (Milchwirtschaft, Rinderzucht).
Gignéville ist über die Hauptstraße D 25 von Frain nach Viviers-le-Gras zu erreichen. Im 17 Kilometer nordwestlich gelegenen Bulgnéville besteht ein Anschluss an die Autoroute A 31. Der neun Kilometer entfernte Bahnhof in Martigny-les-Bains liegt an der Bahnstrecke Merrey–Hymont-Mattaincourt.